# Petjada de carboni

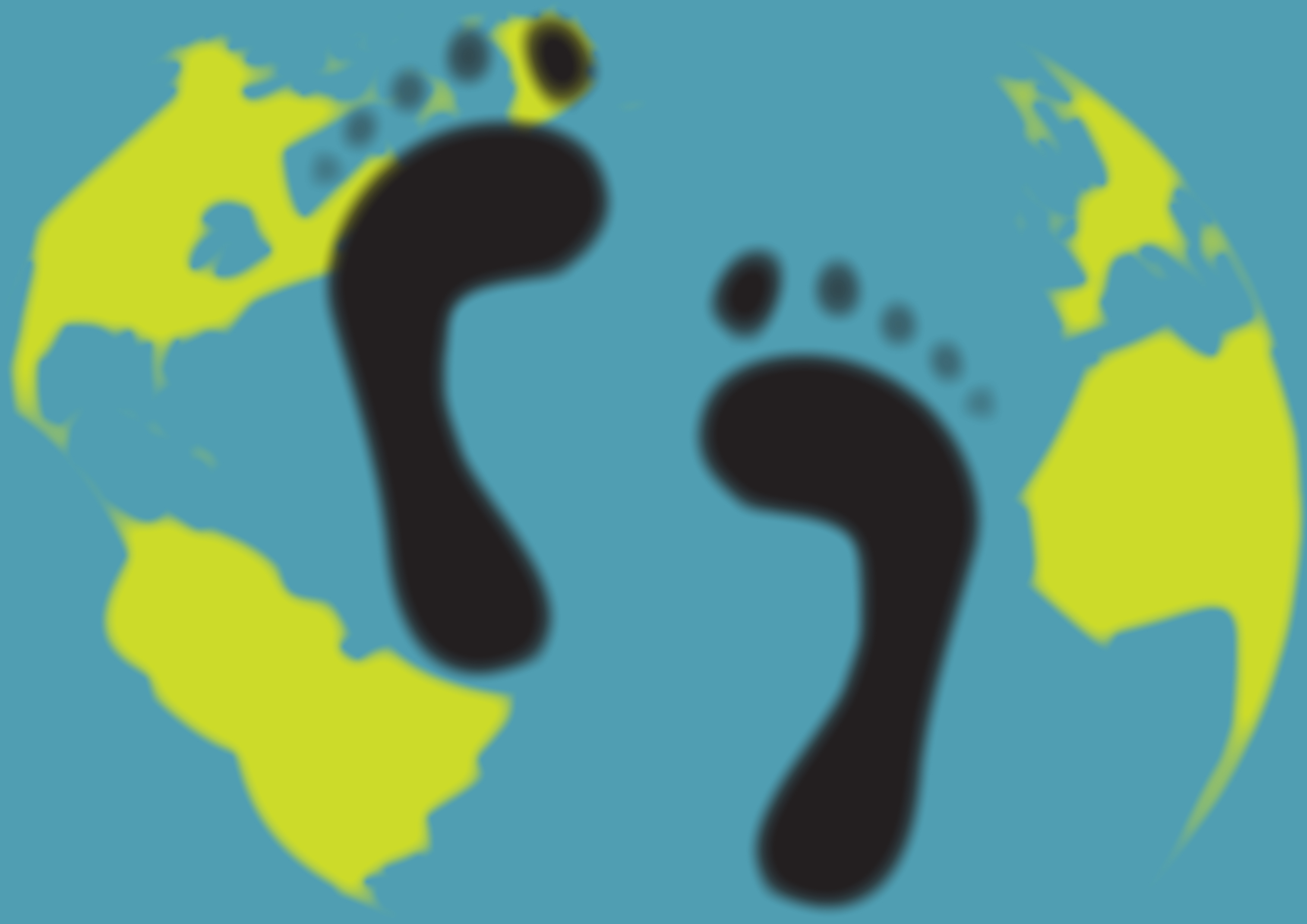
Símbol de la petjada de carboni

La petjada de carboni és la quantitat total de gasos amb efecte d'hivernacle (GEH) emesos per d'emissions de gasos amb efecte d'hivernacle associades al cicle de vida d'una persona, d'un producte, servei o organització. A nivell mundial, el 2006 el sector de l'energia genera el 61 % dels gasos, l'agricultura el 32 %, la indústria el 3 % i els residus el 3 %.
La petjada de carboni es mesura equivalents de diòxid de carboni. Una vegada coneguda la grandària i la petjada, qualsevol organització com per exemple administracions públiques, empreses, associacions pot implementar una estratègia de reducció o compensació d'emissions, a través de diferents programes, públics o privats, i a qualsevol persona conèixer i modificar dels seus hàbits i estil de vida, partint de la quantitat d'emissions de CO₂ generades.

## Mesurar la petjada de carboni

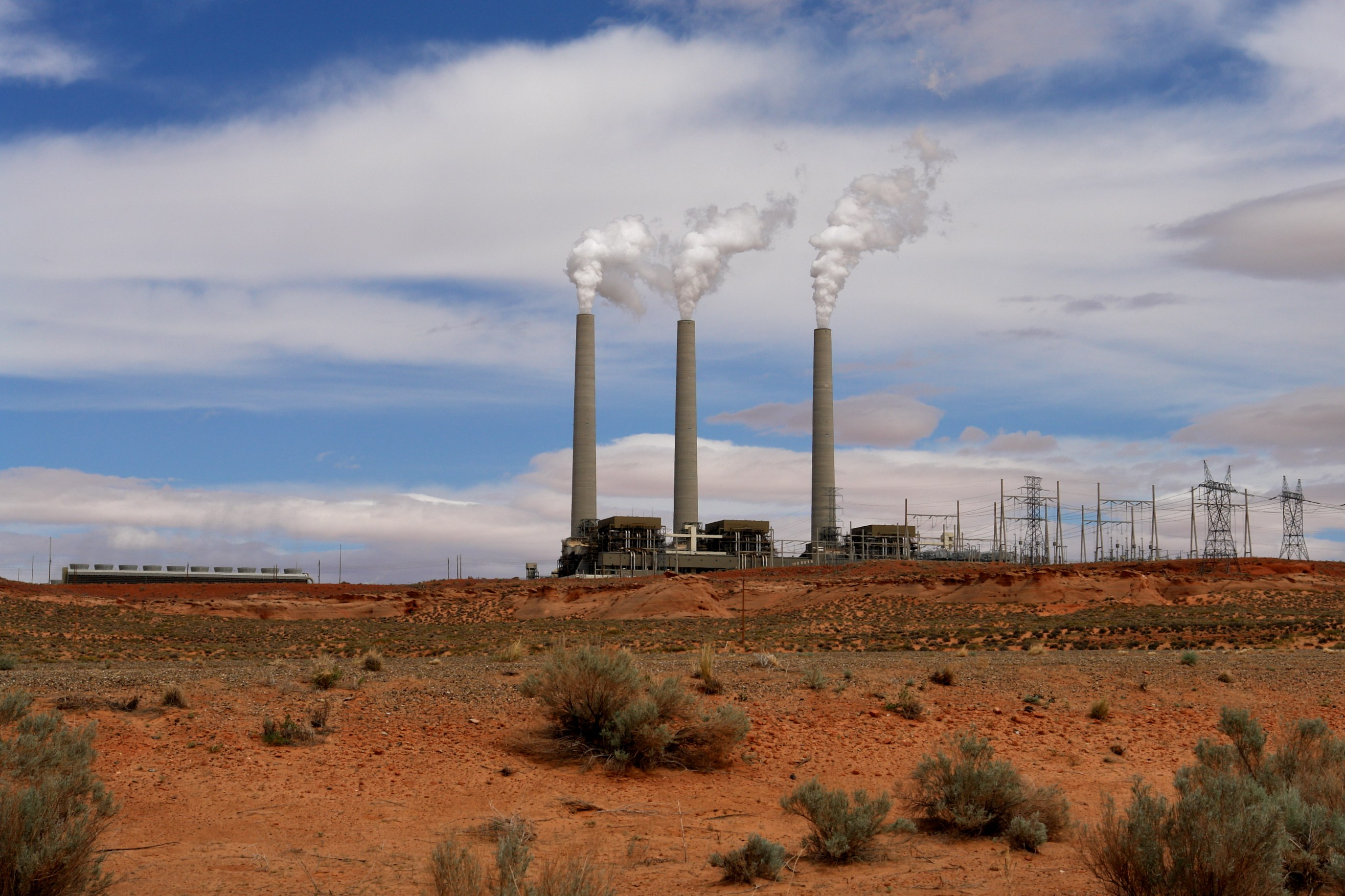
Tot procés productiu implica emissions

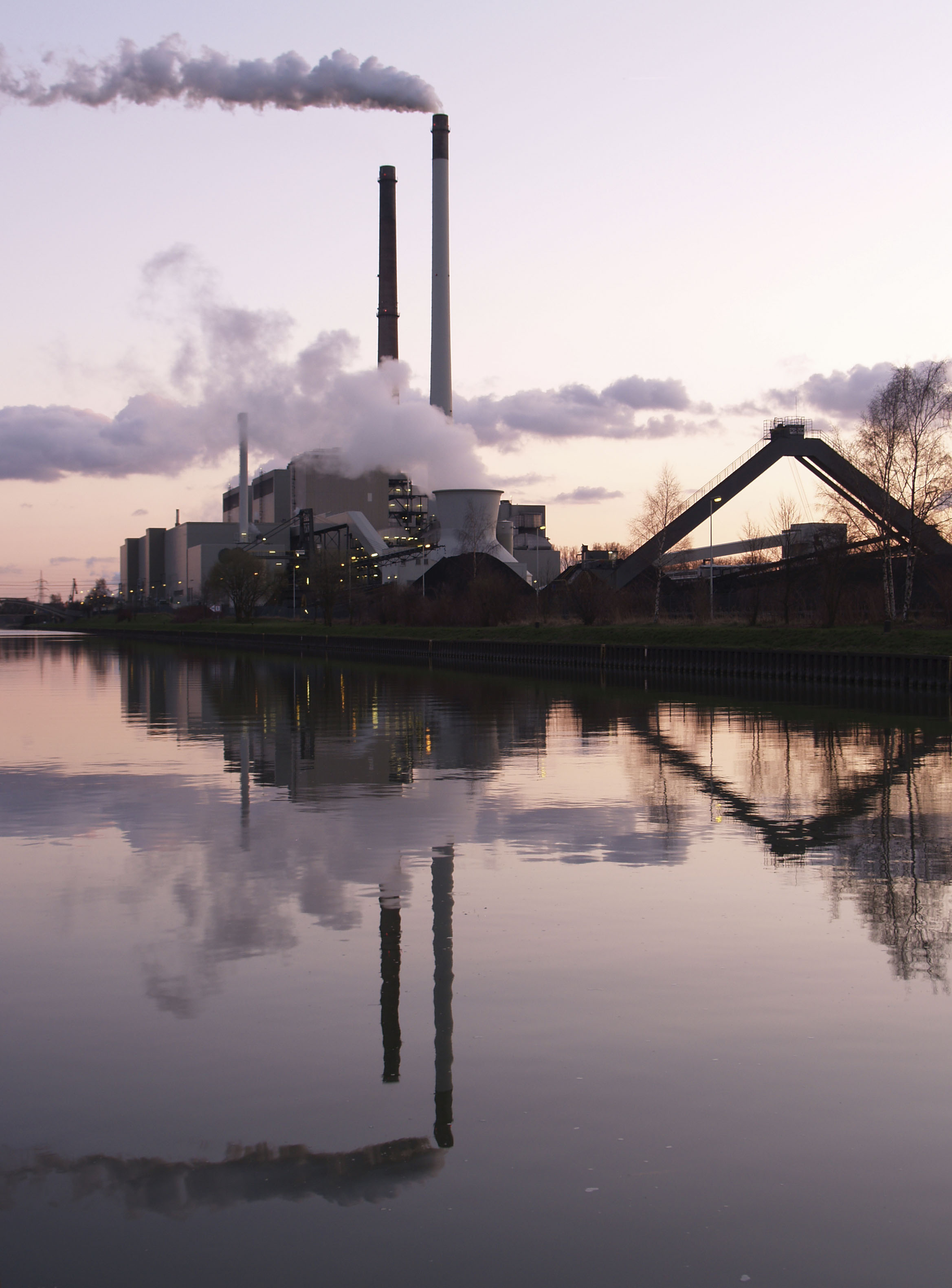
Central de producció elèctrica a força de carbó (Datteln, Alemanya). Aquest tipus de central pot produir de l'ordre de 1000 g CO₂/kWh.

Existeixen estàndards internacionals, i hi ha nombroses organitzacions certificades amb aquests. Diferents estàndards es poden agrupar depenent si la certificació correspon a una organització o a un producte:
- Petjada de carboni d'una organització. S'analitzen les emissions de GEH d'una organització al llarg d'un any o període determinat, generant-se un inventari d'aquestes. Els estàndards més utilitzats són: GHG Protocol i ISO 14064-1:2012
- Petjada de carboni de productes o serveis. S'analitzen totes les emissions de GEH realitzades durant el Cicle de Vida del producte o servei analitzat. Els estàndards més utilitzats són: PAS 2050:2011, ISO/TS 14067:2013, amb el suport d'ISO 14040 i ISO 14044 per a l'elaboració de l'Anàlisi de Cicle de Vida.

## Petjada de carboni d'organització
L'Inventari de Gasos amb Efecte d'Hivernacle d'una organització, també denominat Petjada de Carboni d'Organització, és un informe on s'indiquen les emissions de GEH de l'organització objecte d'estudi durant un període determinat, generalment un any natural. Aquest inventari es realitza seguint estàndards internacionals, principalment GHG Protocol o la norma ISO 14064-1. Aquests dos estàndards comptabilitzen les emissions de forma similar, diferenciant-se principalment a l'hora de detallar i desglossar l'informe final d'inventari. Per a les organitzacions es diferencien tres tipus d'emissions:
- Abast 1 o Emissions Directes. Són els gasos amb efecte d'hivernacle que una organització emet de forma directa, per exemple per la crema de combustibles fòssils en maquinària o vehicles, per pèrdues de gasos refrigerants, o per reaccions químiques durant els processos productius
- Abast 2 o Emissions Indirectes per Energia. Són els gasos amb efecte d'hivernacle emesos pel productor de l'energia requerida per l'organització. Depenen tant de la quantitat d'energia requerida per l'organització com del mix energètic de la xarxa que proveeix a l'organització.
- Abast 3 o Altres Emissions Indirectes. Són les atribuïbles als productes i serveis adquirits per l'organització, que al seu torn hauran generat emissions prèviament per ser produïts. Són les més difícils de comptabilitzar a causa de la gran quantitat de productes i serveis utilitzats per les organitzacions i a la dificultat a conèixer els emissions d'aquests productes o serveis si no són aportades pel mateix productor.

Els inventaris d'emissions de GEH han de contenir com a mínim les emissions d'abast 1 i abast 2, i han de ser verificades per una entitat de verificació acreditada. Els inventaris es basen sempre en un any de referència que indica l'augment o reducció d'emissions de l'any de l'informe comparat amb l'any de referència, que generalment és l'any al qual l'organització ha fet el primer inventari d'emissions.

## Petjada de carboni en l'alimentació
El sector de l'agricultura representa gairebé una tercera part de les emissions globals de gasos amb efecte d'hivernacle (sense tenir en compte l'energia destinada a aquest sector). Els gasos emesos són un 57 % de diòxid de carboni (CO₂), 25 % de metà (CH₄) i 19 % d'òxid de dinitrogen (N₂O).
En la producció de proteïna alimentària, la petjada de carboni és per ordre creixent les proteïnes vegetals, alguns tipus de marisc i l'aviram. Pel que fa al porc i la llet, tenen una petjada de carboni mitjana; i la vedella i el xai molt alta. La diferència de petjada entre la proteïna vegetal i la proteïna bovina és de ú a 150.